# 排水基準を定める省令
排水基準を定める省令（はいすいきじゅんをさだめるしょうれい、昭和46年総理府令第35号）

## 目的
水質汚濁防止法第三条第一項の規定に基づき、排水基準を定める総理府令を次のように定める。

## 構成
- 排水基準 第一条
- 検定方法 第二条

## 一律排水基準
一律排水基準が環境省から公開されている。

### 基準内容
規制基準内容を下記に示すが規制対象は比較的大規模な排水施設だけでなく小規模な排水にも適用されることがある。また、状況により環境基準を放流水の管理基準とするよう求められることが多い。

#### (1) 健康項目
人の健康に係る被害を生ずるおそれがある物質（重金属、有機化学物質など）
- ■健康項目 有害物質の種類 許容限 
  - カドミウム及びその化合物 0.03mg/L
  - シアン化合物 1mg/L
  - 有機燐化合物（パラチオン、メチル パラチオン、メチルジメトン及び EPNに限る。） 1mg/L
  - 鉛及びその化合物 0.1mg/L
  - 六価クロム化合物 0.5mg/L
  - 砒素及びその化合物 0.1mg/L
  - 水銀及びアルキル水銀その他の水銀化合物 0.005mg/L
  - アルキル水銀化合物 検出されないこと
  - ポリ塩化ビフェニル 0.003mg/L
  - トリクロロエチレン 0.1mg/L
  - テトラクロロエチレン 0.1mg/L
  - ジクロロメタン 0.2mg/L
  - 四塩化炭素 0.02mg/L
  - 1,2-ジクロロエタン 0.04mg/L
  - 1,1-ジクロロエチレン 1mg/L
  - シス-1,2-ジクロロエチレン 0.4mg/L
  - 1,1,1-トリクロロエタン 3mg/L
  - 1,1,2-トリクロロエタン 0.06mg/L
  - 1,3-ジクロロプロペン 0.02mg/L
  - チウラム 0.06mg/L
  - シマジン 0.03mg/L
  - チオベンカルブ 0.2mg/L
  - ベンゼン 0.1mg/L
  - セレン及びその化合物 0.1mg/L
  - ほう素及びその化合物 海域以外 10mg/L 海域 230mg/L
  - ふっ素及びその化合物 海域以外 8mg/L海域 15mg/L
  - アンモニア、アンモニウム化合物亜硝酸化合物及び硝酸化合物 (＊1)100mg/L
  - 1,4-ジオキサン 0.5mg/L

(＊1)　アンモニア性窒素に0.4を乗じたもの、亜硝酸性窒素及び硝酸性窒素の合計量。
備考　「検出されないこと。」とは、環境大臣が定める方法により排出水の汚染状態を検定した場合において、その結果が当該検定方法の定量限界を下回ることをいう。

#### (2) 生活環境項目
水の汚染状態を示す項目（pH、BOD、COD、浮遊物質量、大腸菌群数など）、
- ■生活環境項目 生活環境項目 許容限度 
  - 水素イオン濃度（pH） 海域以外 5.8-8.6 海域 5.0-9.0
  - 生物化学的酸素要求量（BOD） 160mg/L（日間平均 120mg/L）
  - 化学的酸素要求量（COD） 160mg/L（日間平均 120mg/L）
  - 浮遊物質量（SS） 200mg/L（日間平均 150mg/L）
  - ノルマルヘキサン抽出物質含有量（鉱油類含有量） 5mg/L
  - ノルマルヘキサン抽出物質含有量（動植物油脂類含有量） 30mg/L
  - フェノール類含有量 5mg/L
  - 銅含有量 3mg/L
  - 亜鉛含有量 2mg/L
  - 溶解性鉄含有量 10mg/L
  - 溶解性マンガン含有量 10mg/L
  - クロム含有量 2mg/L
  - 大腸菌群数 日間平均 3000個/cm3
  - 窒素含有量 120mg/L（日間平均 60mg/L）
  - 燐含有量 16mg/L（日間平均 8mg/L）

備考 
- 生物化学的酸素要求量（BOD）についての排水基準は、海域及び湖沼以外の公共用水域に排出される排出水に限って適用し、化学的酸素要求量（COD）についての排水基準は、海域及び湖沼に排出される排出水に限って適用する。

### 運用状況
本基準は適用対象で施設や排水量に条件があるが、地方自治体の条例の「上乗せ規制」等により特定施設以外からの排水にも援用されることが多い。また、環境保全の重要性から排水基準内であっても魚が死んだり、変色した水を流したりすると直ちに市民等から指摘される。最近では公共用水域に排水する場合には環境基準で自主管理したり、行政指導を行うことが多い。さらに、要監視項目に該当する物質が含まれている場合にはその指針値を放流水の基準とする場合がある。
　行政の放流水には、排水基準が適用されない場合がある。例えば、水俣クリーンセンターでは、排水口からPH10.2水素イオン濃度が超過するアルカリ排水を水俣川へ放流すると共に、集水桝のPH12.4の高アルカリ排水を水路を介して水俣湾に放流している計量証明書が公開されている。
なお、下水道への排出水は、下水道法で規制している。

## 所轄官庁
- 環境省